# قصر الملك عبد العزيز (قبة)
قصر الملك عبد العزيز أو قصر قبة يعد من أكبر القصور الأثرية في منطقة القصيم في مدينة قبة، ويعود تاريخ إنشائه إلى عام (1351 هـ) بناء على أمر الملك عبد العزيز آل سعود، على يد أحد أمهر البنائين بالقصيم، ويدعى ابن مقبل حيث استغرق بناؤه بضع سنوات لُبعد مواد البناء المعتمدة على الطين الذي كان ينقل على ظهور الإبل والدواب من مكان بعيد، وبقية مواد البناء كالخشب والأبواب والشبابيك والمواد الأخرى المنقولة من بريدة عبر رمال شديدة الوعورة.